# AI Love You
Ai Love You (tên gốc tiếng Thái: เอไอหัวใจโอเวอร์โหลด, còn được biết với tên tiếng Anh: AI Love You) là một bộ phim khoa học viễn tưởng Thái Lan năm 2022 do nam diễn viên kiêm nhà làm phim người Pháp gốc Thái David Asavanond (Tom Yum Goong) làm đạo diễn, đây là bộ phim đầu tay của anh. Phim sẽ được chắp bút bởi nhà biên kịch Stephan Zlotescu (True Skin, Omeebo). Bộ phim đánh dấu sự tái hợp sau 10 năm của cặp đôi đình đám Mario Maurer và Pimchanok Leuwisedpaiboon (Baifern).
AI Love You là một câu chuyện tình cảm hấp dẫn, hài hước với những cảm xúc chân thành về tình yêu giữa con người và một trí tuệ nhân tạo. Phim sẽ được phát sóng trên Netflix vào ngày 15 tháng 02 năm 2022.

## Nội dung
AI Love You lấy bối cảnh một thế giới tương lai, nơi tất cả các tòa nhà được kết nối với nhau bằng trí tuệ nhân tạo. Bộ phim kể về câu chuyện của Lana (Baifern Pimchanok), một người phụ nữ mơ ước được hẹn hò với một chàng trai tốt bụng và bình thường. Cô đang có một cuộc hẹn với Bob (Mario Maurer) nhưng thái độ cư xử không đúng mực của Bob khiến Lana khó chịu.
Lana đã phàn nàn với Dob, một trí tuệ nhân tạo (AI) về việc hẹn hò của mình, cũng như bày tỏ những cảm xúc mà cô mong muốn về tình yêu. Lắng nghe những điều đó Dob dường như đã yêu Lana và thậm chí còn thổ lộ tình cảm của mình với cô "Lana, bạn có yêu tôi nếu tôi là một con người không?". Sau chuyện này, có một sự cố khiến Dob phải thiết lập lại hoạt động và quyết định kiểm soát cơ thể của Bob để theo đuổi tình yêu với Lana. 

## Diễn viên tham gia
- Pimchanok Leuwisedpaiboon vai Lana
- Mario Maurer vai Bob / Dob (AI)
- David Asavanond vai The Hawk
- Sahajak Boonthanakit vai Mr. Wilson
- Michael S. New as Alan

## Âm nhạc
Album nhạc phim AI Love You được sáng tác bởi Roman Molino Dunn và được phát hành vào ngày 15 tháng 2 năm 2022 bởi Mirrortone.
| Tracklist        | Tracklist                        | Tracklist  |
| STT              | Nhan đề                          | Thời lượng |
| ---------------- | -------------------------------- | ---------- |
| 1.               | "AI Love You"                    | 5:46       |
| 2.               | "Laser Candy"                    | 2:03       |
| 3.               | "A Bit More Than Platonic"       | 1:18       |
| 4.               | "Love Guru"                      | 1:04       |
| 5.               | "You are My Friend, Lana"        | 1:52       |
| 6.               | "Get Busy"                       | 2:48       |
| 7.               | "Bob and Dob Get Personal"       | 3:32       |
| 8.               | "Consciousness Download"         | 2:06       |
| 9.               | "Human is Ridiculous"            | 1:27       |
| 10.              | "Lit Bangkok"                    | 2:02       |
| 11.              | "How Humans Dwell"               | 2:20       |
| 12.              | "Dreaming of Human Love"         | 0:50       |
| 13.              | "Wonder, Weird, Worry"           | 1:14       |
| 14.              | "Mr. Bob was Able to Find Me"    | 1:10       |
| 15.              | "Human Melancholy"               | 1:51       |
| 16.              | "Slay Bot"                       | 4:09       |
| 17.              | "Machine Hangover, AI Apologize" | 1:44       |
| 18.              | "Glitch You Out"                 | 3:02       |
| 19.              | "Filthy Mustache"                | 2:00       |
| 20.              | "She Said Yes"                   | 2:45       |
| 21.              | "The First Touch"                | 1:36       |
| 22.              | "Hipster Dads"                   | 1:01       |
| 23.              | "Get Up Get Up Get Download"     | 1:08       |
| 24.              | "AI Could Kiss You Forever"      | 2:17       |
| 25.              | "The Code In Your Eyes"          | 1:16       |
| 26.              | "Rogue Reboot le"                | 3:37       |
| 27.              | "We Can Make Love Work"          | 5:16       |
| 28.              | "Hunting Rogue AI"               | 4:56       |
| 29.              | "Initiate Reformat"              | 2:59       |
| 30.              | "SSD-molish"                     | 1:24       |
| 31.              | "Once You Leave"                 | 1:21       |
| 32.              | "Highway to Memory Loss"         | 1:18       |
| 33.              | "Megabyte Fyte"                  | 1:40       |
| 34.              | "System Restoration"             | 1:35       |
| 35.              | "Closer Together"                | 1:42       |
| Tổng thời lượng: | Tổng thời lượng:                 | 78:15      |

## Liên kết
- AI Love You trên Internet Movie Database
- AI Love You trên Netflix